# Karl Huth (Heimatforscher)
Karl Huth (* 1914 in Dexbach; † 7. September 1989 in Wilhelmshütte) war ein deutscher Heimatforscher im Gebiet des Hessischen Hinterlandes.

## Leben
Karl Huth wuchs in Biedenkopf auf. Hauptberuflich war er als Verwaltungsoberrat für den Landkreis Biedenkopf und später für den Landkreis Marburg-Biedenkopf tätig.
Er war Mitglied im Verein für hessische Geschichte und Landeskunde (VHG) e. V. Kassel und war lange Zeit im Vorstand des Hinterländer Geschichtsvereins, eines Zweigvereins des VGH.

## Werk
Huth verfasste nebenberuflich eine Reihe von Publikationen über den Landkreis Biedenkopf sowie über die Gemeinden und Städte in dieser Region.
Als Kreisamtmann bereiste er in den Jahren 1954/55 zusammen mit dem Landeskonservator von Hessen, Hans Feldtkeller, den Landkreis Biedenkopf, um dessen Erstellung des Kurzinventars Die Bau- und Kunstdenkmäler des Landkreises Biedenkopf zu unterstützen.
Im Vergleich zur Mehrzahl von Heimatforschern, die vorwiegend einen lokalen Betrachtungsgegenstand adressieren, widmete sich Huth in seinem Werk einem größeren Zusammenhang. Seine Monografien zeichnen sich durch Anspruch auf Vollständigkeit und Sachlichkeit aus und folgen Grundsätzen des wissenschaftlichen Arbeitens.

## Ehrungen
- Am 17. Dezember 1984 wurde Huth erster und bisher einziger Ehrenbürger der Großgemeinde Dautphetal.

## Werke
- Verwaltungsgeschichte des Landkreises Biedenkopf. Hrsg.: Kreisausschuss des Landkreises Biedenkopf. Biedenkopf 1957, DNB 452150736.
- Wirtschafts- und Sozialgeschichte des Landkreises Biedenkopf, 1800–1866. Hrsg.: Kreisausschuss des Landkreises Biedenkopf. Biedenkopf 1962, DNB 452150744.
- Breidenbach: Mittelpunkt einer historischen Kleinlandschaft. Wetzlarer Verlags-Druckerei, Wetzlar 1963.
- Endbach. Kneipp-Kurort für Venen und Gelenke. Wetzlarer Verlags-Druckerei, Wetzlar 1963.
- Kombach im Wandel der Jahrhunderte. Hrsg.: Gemeindevorstand der Gemeinde Kombach. 1968, DNB 457044969.
- Herzhausen: ein hessisches Kleinod. Hrsg.: Gemeindevorstand der Gemeinde Herzhausen. 1971, DNB 740837656.
- Wolfgruben: aus Vergangenheit und Gegenwart. Hrsg.: Gemeindevorstand der Gemeinde Wolfgruben. 1971, DNB 840288352.
- Buchenau: Eine Wanderung durch Geschichte und Gegenwart. Hrsg.: Gemeindevorstand der Gemeinde Buchenau (Lahn). 1972, DNB 949106887.
- Breidenstein: eine historische Stadt. Hrsg.: Magistrat der Stadt Breidenstein. 1972, DNB 970655835.
- Dautphe: Herz einer geschichtlichen Kulturlandschaft. Hrsg.: Gemeindevorstand der Gemeinde Dautphe. 1973, DNB 861041690.
- Gladenbach: Eine Stadt im Wandel der Jahrhunderte. Hrsg.: Magistrat der Stadt Gladenbach. 1974, DNB 790637227.
- Silberg in Geschichte und Gegenwart. Hrsg.: Gemeindevorstand der Gemeinde Silberg. 1974, DNB 800835050.
- Hartenrod in Geschichte und Gegenwart. Hrsg.: Gemeindevorstand der Gemeinde Hartenrod. 1974, DNB 820289183.
- Biedenkopf: Burg und Stadt im Wandel der Jahrhunderte. Hrsg.: Magistrat der Stadt Biedenkopf. Wetzlardruck GmbH, Wetzlar 1977.
- Die Gemeinde Breidenbach und ihre 7 Ortsteile im Wandel der Jahrhunderte. Hrsg.: Gemeindevorstand der Gemeinde Breidenbach. 1982.
- Der Landkreis Marburg-Biedenkopf, Verwaltungs-, Wirtschafts- u. Sozialgeschichte. Hrsg.: Kreisausschuss des Landkreises Marburg-Biedenkopf. 2., erweiterte Auflage. Marburg 1984, DNB 820005592.
- Die Gemeinde Bad Endbach und ihre 8 Ortsteile im Wandel der Jahrhunderte. Hrsg.: Gemeindevorstand der Gemeinde Bad Endbach. 1985.
- Die Gemeinde Angelburg und ihre drei Ortsteile im Wandel der Jahrhunderte. Hrsg.: Gemeindevorstand der Gemeinde Angelburg. 1988.
- Die Gemeinde Lohra und ihre 10 Ortsteile im Wandel der Jahrhunderte. Hrsg.: Gemeindevorstand der Gemeinde Lohra. 1989.